# Williams FW13B
Der Williams FW13B ist ein Formel-1-Rennwagen, der vom Williams-Team in der Formel-1-Weltmeisterschaft 1990 eingesetzt wurde.

## Geschichte
Der FW13B beruhte auf dem Vorgängerfahrzeug des FW13, das mit einer überarbeiteten Aufhängung, neugestalteten Seitenkästen und einem neuen Renault-V10-Motor ausgestattet wurde. Der eingesetzte RS2-Motor mit 3,5 Litern Hubraum war gegenüber seinem Vorgänger RS1 um 2 kg leichter (139 kg) und leistete 10 PS mehr (660 PS bei 12800 Umdrehungen pro Minute).
Das Fahrzeug wurde von einem Designteam unter der Leitung von Patrick Head und Enrique Scalabroni gestaltet und vom Belgier Thierry Boutsen und dem Italiener Riccardo Patrese gefahren.

## Einsätze
Bei den absolvierten insgesamt 16 Grands Prix gelangen dem Williams-Team zwei Siege (in San Marino und Ungarn) sowie zwei weitere Podiumsergebnisse in den USA und Großbritannien . Mit zehn Ausfällen in 32 Einsätzen kam die Konstruktion auf eine Zielankunftsquote von 69 %. Mit 57 erzielten Punkten schloss Williams die Saison auf dem vierten Rang der Konstrukteurswertung ab.